# 塔尔佐
塔尔佐（義大利語：Tarzo），是意大利威尼托大区特雷维索省的一个市镇。总面积23平方公里，人口4609人，人口密度200.4人/平方公里（2009年）。国家统计（ISTAT）代码为026084。